# Thayse Cruz
Thayse da Silva Cruz (* 27. Juli 1988 in Porto Alegre) ist eine brasilianische Badmintonspielerin.

## Karriere
Thayse Cruz wurde 2006 brasilianische Meisterin im Doppel mit Thayse Cru, 2007 Meisterin im Mixed mit Luis Martin. 2007 gewann sie auch zwei Titel bei der Carebaco-Meisterschaft. Bei den Panamerikanischen Spielen 2007 wurde sie Fünfte im Damendoppel und Neunte im Mixed.

## Sportliche Erfolge
| Saison | Veranstaltung                | Disziplin   | Platz | Name                        |
| ------ | ---------------------------- | ----------- | ----- | --------------------------- |
| 2006   | Brasilianische Meisterschaft | Damendoppel | 1     | Thayse Cruz / Paula Pereira |
| 2007   | Brasilianische Meisterschaft | Mixed       | 1     | Luis Martin / Thayse Cruz   |
| 2007   | Carebaco-Meisterschaft       | Mixed       | 1     | Lucas Araújo / Thayse Cruz  |
| 2007   | Carebaco-Meisterschaft       | Damendoppel | 1     | Paula Pereira / Thayse Cruz |
| 2007   | Panamerikanische Spiele      | Mixed       | 9     | Lucas Araújo / Thayse Cruz  |
| 2007   | Panamerikanische Spiele      | Damendoppel | 5     | Paula Pereira / Thayse Cruz |